# Italo Pedini
Italo Pedini (* 24. April 1959) ist ein ehemaliger san-marinesischer Fußballspieler.
Pedini debütierte am 28. März 1986 im ersten Fußballländerspiel San Marinos gegen die Olympiaauswahl Kanadas. Auf Vereinsebene spielte er bei dem einzig bekannten Verein San Marino Calcio.